# Val di Noto
Val di Noto je zgodovinsko in geografsko območje, ki zajema jugovzhodno tretjino Sicilije na otoku (Sicilija); prevladuje apnenčasta Iblajska planota. Zgodovinsko gledano je bila to ena od treh dolin Sicilije. 
Vallo di Noto ali Val di Noto  je bilo upravno okrožje, ki se je ukvarjalo s pravosodjem, zakladnico in občasno milicami Kraljevine Sicilije od obdobja Normanov do njene ukinitve leta 1812. Leta 2002 so nekatera mesta, ki so bila vključena v območje vpisana na Unescov seznam svetovne dediščine.

## Geografija
Območje je zajemalo jugovzhodno sicilijansko območje - opredeljeno med pokrajino Ragusa, Siracuse in delom pokrajin Catania, Enna in Caltanissetta - včasih imajo reke Salso in Dittaino in Simeto kot zahodno in severno mejo, včasih je na severu reka Amenano ali Longane. V tem zadnjem podaljšku je vključeno tudi mesto Catania, ki se običajno nanaša na Val Demone. Pravzaprav se je mesto pogosto nahajalo blizu mejne črte obeh dolin in zgodilo se je, da je bilo vstavljeno v eno ali drugo dolino, odvisno od upravne poti, povezane s trenutno reformo.
Za območje so značilni glavni gorski masivi, ki jih sestavljata Iblei in del Ereja. Zaradi številnih potokov in sotesk je območje geografsko precej zapleteno. Geološko območje tvori velika Iblajska planota, ki jo sestavljajo sedimentne plasti in izrastki prazgodovinskih lav, povezanih s pojavi Iblajskega vulkanizma. Linija stika med evrazijsko in severnoafriško ploščo je bila prepoznana vzdolž severne črte zidu. Zaradi te geološke nestabilnosti je območje zelo potresno aktivno, kar dokazujejo potresi iz leta 1542 in 1693. Vegetacija, ki ni povezana s pridelki, spada med tipično sredozemsko grmičevje. Glavna somestja so razporejena znotraj ozemlja, čeprav obstajajo tudi velika obalna središča.

## Zgodovina
Najstarejše zabeleženo naselje v Val di Noto je bilo antično mesto Akrai blizu Palazzolo Acreide, ki je bilo ustanovljeno leta 664 pr. n. št. Bila je prva kolonija korintske naselbine v Sirakuzah.
Naselja v Val di Noto so bila v velikem potresu na Siciliji leta 1693 popolnoma uničena. Po potresu so bila številna mesta obnovljena na povsem novih lokacijah, kot sta Noto in Grammichele. Takratni vladarji, španski kralji, so plemiču Giuseppeju Lanzi podelili posebno pooblastilo za preoblikovanje poškodovanih mest, kar je dosegel s sočutnim oblikovanjem novih mest v baročnem in renesančnem slogu.
Nova naselja so bila preoblikovana tako, da so imela v središču mestni trg in se od tam razprostirala v radialnem vzorcu. Glavne stavbe, kot so cerkve, samostani in palače, so bile zgrajene kot kontaktne točke za nove ulice, same ulice pa so bile postavljene v mrežni obliki. Mnoga posamezna mesta so bila obnovljena tako, da so imela edinstven značaj, na primer mesto Grammichele, ki je bilo zgrajeno v šesterokotni obliki z mestnim trgom v središču, ki ga sestavljata župnija in mestna hiša.
Mesta so bila obnovljena v tako imenovanem sicilskem baročnem slogu, med katerimi je najpomembnejše mesto Noto, ki je danes zaradi svoje baročne arhitekture priljubljeno turistično središče.

## Arheologija
Uničeno mesto Angie je v 16. stoletju znova odkril zgodovinar Tomas Fuentes. Nadaljnja izkopavanja barona Gabrielle Allyja v zgodnjem 19. stoletju so odkrila pomembne predmete iz zgodnje zgodovine vzhodne Sicilije.

## Danes
Junija 2002 je UNESCO mesta Val di Noto uvrstil na seznam svetovne dediščine kot »vrhunec in končni razcvet baročne umetnosti v Evropi«.  Našteta mesta so Caltagirone, Militello v Val di Catania, Catania, Modica, Noto, Palazzolo Acreide, Ragusa in Scicli.